# روبرت لندستروم
روبرت لندستروم (بالسويدية: Robert Mikael Lundström)‏ هو لاعب كرة قدم سويدي في مركز الدفاع، ولد في 1 نوفمبر 1989 في سوندسفال في السويد. لعب مع نادي فوليرينغا.

## وصلات خارجية
- روبرت لندستروم على موقع اتحاد النرويج (النرويجية)
- روبرت لندستروم على موقع اتحاد السويد (السويدية)
- روبرت لندستروم على موقع قاعدة بيانات كرة القدم.إي يو (الإنجليزية)
- روبرت لندستروم على موقع Soccerway.com (الإنجليزية)